# Marshallora nigrocincta
Marshallora nigrocincta är en snäckart som först beskrevs av C. B. Adams 1839.  Marshallora nigrocincta ingår i släktet Marshallora och familjen Triphoridae. Inga underarter finns listade i Catalogue of Life.